# تنگ زرد (کازرون)
تنگ زرد، روستایی از توابع بخش بخش مرکزی شهرستان کازرون در استان فارس ایران است.

## جمعیت
این روستا در دهستان دشت برم قرار دارد و براساس سرشماری مرکز آمار ایران در سال ۱۳۸۵، جمعیت آن ۲۸ نفر (۴خانوار) بوده‌است.